# Alfred Thayer Mahan
Alfred Thayer Mahan (West Point (New York),27 september 1840 - Quogue (New York), 1 december 1914) was een officier van de United States Navy, geostrateeg en algemeen beschouwd als 's werelds meest vooraanstaande theoreticus van militaire macht op zee (Engels: sea power). Hij bracht het uiteindelijk tot commandeur.

## Militaire loopbaan
- United States Naval Academy: klas van 1859
- Waarnemend (Acting) Midshipman: 30 september 1856
- Midshipman: 9 juni 1859
- Lieutenant: 31 augustus 1861
- Lieutenant Commander: 7 juni 1865
- Commander: 20 november 1872
- Captain: 23 september 1885
- Gepensioneerd lijst: 17 november 1896
- Rear Admiral op de gepensioneerd lijst: 1906

## Publicaties
In 1890 werd zijn bekendste boek gepubliceerd: The Influence of Sea Power upon History, 1660-1783. Dit boek had grote invloed op de opbouw van de Britse, de Duitse en de Japanse oorlogsvloten in de aanloop naar de Eerste Wereldoorlog, in het bijzonder door de lessen die de Duitse admiraal Tirpitz en keizer Wilhelm II eruit meenden te leren. De officiershutten van alle Duitse en Japanse oorlogsbodems beschikten over een exemplaar.
Aansluitend schreef hij "The Influence of Sea Power on the Napoleon War" (1892) waarin hij betoogde, dat niet de continentale legermachten, maar de Britse zeemacht de Fransen de genadeslag had toegebracht. Daaraan verbond hij de les, dat de Verenigde Staten alleen de Monroeleer zouden kunnen volhouden, als ze over een krachtige marine zouden beschikken, die het Caribisch gebied en de verbinding met de Pacific zou beheersen. Hij wilde, dat de Verenigde Staten de mislukte aanleg van het Panamakanaal zouden overnemen, en dat de VS Hawaii zouden annexeren.

## Decoraties
- Amerikaanse Burgeroorlog Campagne Medaille
- Spaanse Campagne Medaille